# 哈尔滨交响乐团
哈尔滨交响乐团（英語：Harbin Symphony Orchestra）是中国哈尔滨市的一个交响乐团，前身为中东铁路俱乐部交响乐团，是中国第一支交响乐团，乐团驻地为哈尔滨音乐厅。

## 历史
1908年，俄国外阿穆尔铁道兵旅团管弦乐团在哈尔滨演出，乐团后来被改编为中东铁路俱乐部交响乐团。乐团原来的成员基本为俄罗斯侨民。哈尔滨交响乐团后来在此基础上成立。
2009年，乐团至丹麦奥胡斯、奥地利维也纳、希腊雅典进行友好访问演出。
2011年，哈尔滨交响乐团和哈尔滨音乐厅开始团厅合一制定演出季。
2016年，哈尔滨交响乐团与乌拉尔模范爱乐乐团演出联合国和平大会“友谊之声”交响音乐会。
2016，第33届哈尔滨之夏音乐会上，哈尔滨交响乐团与15名以色列爱乐乐团团员由祖宾·梅塔指挥演出两场音乐会。

## 主要成员
- 艺术总监：汤沐海[1]
- 团长：曲波[1]
- 常任指挥：于学锋[1]
- 客座指挥：哈曼·柯诺森[1]